# Fujiwara no Kanesuke
Fujiwara no Kanesuke (藤原 兼輔, aussi 中納言兼輔, Chūnagon Kanesuke et 堤中納言 Tsutsumi Chūnagon) (877 - 933) est un poète de waka du milieu de l'époque de Heian et un membre de la noblesse japonaise. Il fait partie de la liste des trente-six grands poètes et l'un de ses poèmes est inclus dans la célèbre anthologie Hyakunin Isshu. Les poèmes de Kanesuke sont réunis dans plusieurs anthologies impériales de poésie dont le Kokin Wakashū et le Gosen Wakashū. Il existe également une collection personnelle de poèmes appelée Kanesukeshū.
Fils de Fujiwara no Toshimoto, sa mère est issue du clan Ōtomo. Kanesuke est marié à la sœur de Fujiwara no Sadakata, dont il a cinq fils. Son arrière petite-fille est Murasaki Shikibu, auteur du célèbre monogatari Le Dit du Genji.